# Mijat Riesel
Mijat Riesel (Jarmina, 13. travnja 1809. – Vinkovci, 19. srpnja 1883.) bio je filofog i prevoditelj.

## Životopis
Mijat (Mijo ili Michael) Riesel je rođen u Jarmini 1810. godine. Pohađao je vinkovačku gimnaziju, a u Pečuhu je završio studij filozofije. Svoju odgojno-obrazovnu karijeru je započeo 1. listopada 1832. godine kao elementarni učitelj u Nijemcima. Iz Nijemaca odlazi u Županju, ali vrlo brzo biva premješten u Novu Gradišku gdje postaje podučiteljem. Tijekom službovanja u Županji, Riesel je obučavao slijepu djecu po tada propisanim metodama. Sudionik je učiteljske konferencije održane 1850. godine u Petrinji. Godine 1852., kada stječe titulu normalnog učitelja, dobiva namještenje kao suplent u vinkovačkoj Gimnaziji. Nakon dvije godine službe položio je u Beču ispit za gimnazijskog učitelja latinskog jezika i slavenske filologije. U vinkovačkoj gimnaziji je predavao latinski, grčki, njemački i hrvatski jezik. Dodatno je svoje učenike podučavao i francuskom jezike. Kao poliglota je bio vrstan prevoditelj, što dokazuje i nagrada c. kr. Ministarstva za bogoštovlje i nastavu za prijevod školske literature s njemačkog jezika. Osim prevođenja, okušao se i u pisanju pa je tako objavio rasprave: Nešto o naravi slavjanskog glagolja i prispodoba vremenah slavjanskoga suvremeni latinskog a gdešto i gerčkog glagolja te Pogled na staro-rimsko vriemenoslovje. Uza to je napisao i mnoštvo književnih i pedagoških članaka. Umirovio se 1868. godine, a preminuo je u Vinkovcima 19. srpnja 1883. godine.
Koliko je bio vrstan u svom radu govori navod: „Iz njegova života crpemo, da je medju našim krajiškim učiteljima elementarnih, trivijalnih i glavnih škola bilo i takvih ljudi, koji su zbilja bili staležu pučkoga školstva na čast“. Njega je cijenio i poznati hrvatski učitelj i pedagog Mijat Stojanović te ga pohvalio ovim riječima: „U Petrnji oprijateljio sam se sa učiteljem g. M. Riesel, sad gimnazialnim profesorom u Vinkovcih, s mužem koliko temeljito učenim, toliko izvrstnim, čestitim i plemenita srdca i značaja. I sad živim sa onom plemenitom dušom u prijateljskom odnošenju, cienit ću ga i ljubit do groba“ .